# Le Rebelle (Bugs Bunny)
Pour les articles homonymes, voir Le Rebelle.
Pour plus de détails, voir Fiche technique et Distribution.
Le Rebelle (Rebel Rabbit) est un cartoon Merrie Melodies réalisé par Robert McKimson mettant en scène Bugs Bunny, sorti en 1949.

## Synopsis
Bugs remarque que la capture d'un lapin ne rapporte que 2 cents alors que d'autres espèces sauvages ont un prix bien plus élevé, comme 75 $ pour un ours. Il s'envoie donc lui-même par la poste à la Maison-Blanche et découvre que ce prix bas est dû à la nature supposée douce et inoffensive des lapins par rapport aux autres animaux. Mis en colère, il parcourt l'Amérique afin de prouver le contraire et fait autant de dégâts qu'il peut : il peint l'obélisque de Washington comme une enseigne de barbier, modifie l'éclairage de Times Square de New York pour qu'on lise « BUGS BUNNY ÉTAIT LÀ » en lettres lumineuses géantes, assèche les chutes du Niagara, revend l'île de Manhattan aux natifs amérindiens, sépare la Floride du reste du pays, retire les écluses du canal de Panama (sous la forme de cadenas, locks en anglais, qui signifie aussi écluses), comble entièrement le Grand Canyon, relie les voies de chemin de fer en faisant des nœuds avec les rails. Un sénateur exige d'arrêter ce lapin fou. Bugs sort du chapeau du sénateur et le gifle puis lui fait un baiser de moquerie. La mise à prix pour sa capture passe rapidement à 1 000 000 de dollars et il finit par être enfermé à la prison d'Alcatraz après s'être fait capturer par l'armée des États-Unis.

## Fiche technique
- Réalisation : Robert McKimson
- Scénario : Warren Foster
- Producteur : Edward Selzer (non crédité)
- Musique originale : Carl W. Stalling (non crédité)
- Montage : Treg Brown (non crédité)
- Distribution : (États-Unis)
  - 1949 : Warner Bros. Pictures (cinéma)
  - 1994 : Warner Bros. Pictures  (VHS)
  - 1994 : Warner Home Video (laserdisc)
  - 2005 : Warner Home Video (DVD)
- Format : 1,37 :1 couleur Technicolor 35 mm son mono
- Musique : Carl W. Stalling
- Montage : Treg Brown (non crédité)
- Langue : anglais
- Durée : 7 minutes
- Genre : comédie comique
- Date de sortie :
  - États-Unis : 9 avril 1949

## Voix
Version  originale
- Mel Blanc : Bugs Bunny / employé de la Poste / commissaire au jeu / garde / sénateur du Sud

Version française

### 1er doublage
- Guy Piérauld : Bugs Bunny
- Claude Joseph : employé de la Poste
- Pierre Trabaud : commissaire au jeu

### 2edoublage
- Gérard Surugue : Bugs Bunny

## Animateurs
- John Carey  : animateur
- Phil DeLara : animateur (non crédité)
- Manny Gould (en) : animateur (non crédité)
- Charles McKimson (en) : animateur
- Richard H. Thomas : chargé des décors
- Cornett Wood : préparation

## Orchestration
- Carl W. Stalling : directeur musical (Carl Stalling)
- Milt Franklyn  : chef d'orchestre (non crédité)

## Critique
Ce cartoon n'est pas dans la lignée des précédents car on y voit Bugs Bunny devenir fou de rage et s'attaquer aux monuments nationaux de l'Amérique, gifler un sénateur, remplir le grand Canyon et découper à la scie la Floride pour la séparer des USA, jusqu'à être pris en chasse par l'armée (avec des extraits de vidéo de l'armée américaine en train de charger). Tout cela semble en contradiction avec les valeurs patriotiques jusque là défendues par le lapin.